# Pabellón Real de los Jardines del Buen Retiro
El Pabellón Real de los Jardines del Buen Retiro, también conocido como Pabellón Árabe, fue un edificio construido en el siglo XIX y ya desaparecido.

## Historia
Se construyó con motivo de la Exposición Nacional de Minería, Artes Metalúrgicas, Cerámica, Cristalería y Aguas Minerales, que se desarrolló en los Jardines del Retiro entre mayo y noviembre de 1883.  Aunque la inauguración estaba prevista para el 1 de abril de 1883, hubo de aplazarse debido a las condiciones meteorológicas adversas durante la construcción. Finalmente tuvo lugar el 27 de mayo de 1883, con la presencia de Alfonso XII y de María Cristina de Habsburgo–Lorena. Entre los  asistentes estuvo también el rey Luis I de Portugal. Otros países que participaron en la inauguración fueron: Francia, Alemania, Portugal, Noruega, Suecia.
Del proyecto se encargó el ingeniero de minas Enrique de Nouvión, aunque de la realización de la obra se ocupó Ricardo Velázquez Bosco. Se construyó en estilo historicista neoárabe o nazarí, a semejanza de la Alhambra de Granada. Podría resultar paradójico, ya que se trataba de una exposición industrial, pero el alhambrismo estaba de moda en la época. El edificio estaba rodeado por una valla de madera y tenía dos entradas peatonales. El interior era un cubo completamente diáfano, aunque desde el exterior parecía tener dos plantas. Cada uno de los lados se abría a una doble galería de arcos de herradura, a modo de terrazas porticadas, con un tejadillo a cuatro aguas. Una cúpula bulbosa recubierta de escamas pintadas en tonos dorados hacía las veces de cubierta del cuerpo del edificio.
El Pabellón Real realmente no se construyó con la idea de albergar exposiciones, sino únicamente para darle un uso decorativo paisajista. Gracias a su ubicación en una loma sirvió como mirador. Contaba con una extensión de 9.000 metros cuadrados.
El Pabellón Real se utilizó nuevamente, en 1908, en la exposición General de Bellas Artes. Aunque no albergó ninguna muestra, sirvió como escenario del acto inaugural, al que asistieron los reyes Alfonso XIII y Victoria Eugenia.
A pesar de su valor arquitectónico, el Pabellón Real fue abandonado y con el tiempo se deterioró. Hubo de ser demolido a mediados del siglo XX debido a su estado ruinoso. No habría impedimentos técnicos para su recuperación, ya que en los archivos se conservan planos y una gran cantidad de fotografías.